# Fevralsk
Fevralsk (en rus: Февра́льск) és un possiólok de l'óblast de l'Amur (Rússia) entre els rius Selemdjà i el seu tributari Bissa, a 340 km al nord-est de Blagovésxensk.